# JASON (YouTuber)
JASON、大J（ジェイソン、本名：周 世鏗、1984年8月16日 - ）は、香港出身のYouTuber。香港のネチズンからは巨龍と呼ばれている。

## 来歴

### 生い立ち
1984年8月16日、香港で生まれる。先祖の家は広東省東莞市にあり、姉が1人、兄が2人、弟が1人、それぞれいる。
1990年7月、徳福幼稚園（第9午前クラス）を卒業した。1990年から1993年まで、牛頭角下邨にある天主教慈幼会聖鮑思高学校に小学1年生から3年生まで通っていたが、1993年に啓思小学に転校した。
かつて、日本の東京に4年間留学していたことから、日本語が堪能である。留学中、香港商業電台のディスクジョッキーに応募したが、採用されなかったという。香港に帰国後、日本語翻訳者として働いていた。
2012年、ニコラス・ツェーが立ち上げた会社でフリーランスとして働きながら映画制作に関わり始め、映画制作に興味を持つようになった。

### YouTuberとして
2006年5月25日、YouTubeにてアカウントを作成し、「jasoncsh」としてチャンネルを開設。その後、別のチャンネルに移行して、動画投稿を行っている。
2012年に本格的にYouTubeでの動画投稿を始めた当初は、ショートコントのような動画が主流であり、街頭インタビューやスイカを手で割るといった動画を作成し、公開していた。当時は香港にはYouTuberは7〜8人しかいなかったこともあり、名前を売るのも楽だったという。8か月程度で生活に困らない収入になったという。その後、香港ゴールデンフォーラムにて1,001件の返信があれば女性の格好をして買い物に行くと投稿し、人気を高めると約束した。しかし、かつてのYouTubeチャンネルが半年後にネチズンからサブスクリプション番号を改ざんしたとして非難された後、YouTubeによってアカウントを停止されたが、虚偽であることが確認されたため、チャンネルは再開されたという。
2013年、大人気だった『グランド・セフト・オートV』に夢中になり、ゲームの実況動画の投稿も始めた。2015年に開催された香港ブックフェアにて著書を出版し、オンラインでお金を稼ぐ方法を共有し、視聴者の支持を得た。その後、年収は100万香港ドルに達しており、そのうちの約50万元がYouTubeとの広告収入に分割され、総収入の半分を占め、残りの半分はゲーム開発者の製品スポンサー料によって維持された。2016年10月時点で、YouTubeチャンネル登録者数は約45万人であり、総再生回数は2億1000万回を達成した。
2016年11月26日、韓国で開催された「WEB TV ASIA Awards Ceremony」にて、「香港で最も人気のあるチャンネル」として賞を受賞した。
2017年2月、自身のYouTubeチャンネル「JASON」の登録者数が50万人を突破した。同年3月にはゲーム実況のYouTubeチャンネルとして「Hunggy Games」を開設した。
2021年12月30日、個人的な理由で日本に移住することを発表。2022年、妻であるマイさん（後述）の祖母の自宅にて新型コロナウイルスに伴う入国者に対する2週間の隔離をした後、日本での生活を本格的に送ることになった。
2022年1月、自身のYouTubeチャンネル「JASON」の登録者数が100万人を突破した。

## 人物
バスケットボールとゲームを趣味としている。広東語、英語、標準中国語（普通話）、日本語を操る。
妻は横浜市出身のマイさん（英語: Mai-San）。大学卒業後、損害保険登録鑑定人の資格を取得し、鑑定事務所に就職していた。離婚していたが、香港でのワーキングホリデー中にJASONと出会い、2020年5月に入籍した。
2014年7月に、同じくYouTuberであるHIKAKINが香港で開催されたYouTubeイベントに出演した際、HIKAKINのYouTubeチャンネル「HikakinTV」にて公開された動画で紹介されたことがある。
私生活では、かつて「オレオ」という名前で猫を飼っていたが、2022年3月26日に逝去している。